# Brachyrhaphis parismina
Brachyrhaphis parismina är en fiskart som först beskrevs av Meek 1912.  Brachyrhaphis parismina ingår i släktet Brachyrhaphis och familjen Poeciliidae. Inga underarter finns listade.